# Hôtel Caillebot de La Salle
Pour les articles homonymes, voir Hôtel de la Salle.
L'hôtel Caillebot de La Salle, également hôtel Castelnau ou hôtel de Rotrou est un hôtel particulier situé au no 5, place des Vosges dans le 4e arrondissement de Paris.

## Localisation
Situé à l'angle sud-ouest de la place, il est mitoyen de l'hôtel de Montmorin au no 3, et de l'hôtel de Sully au no 7.

## Historique

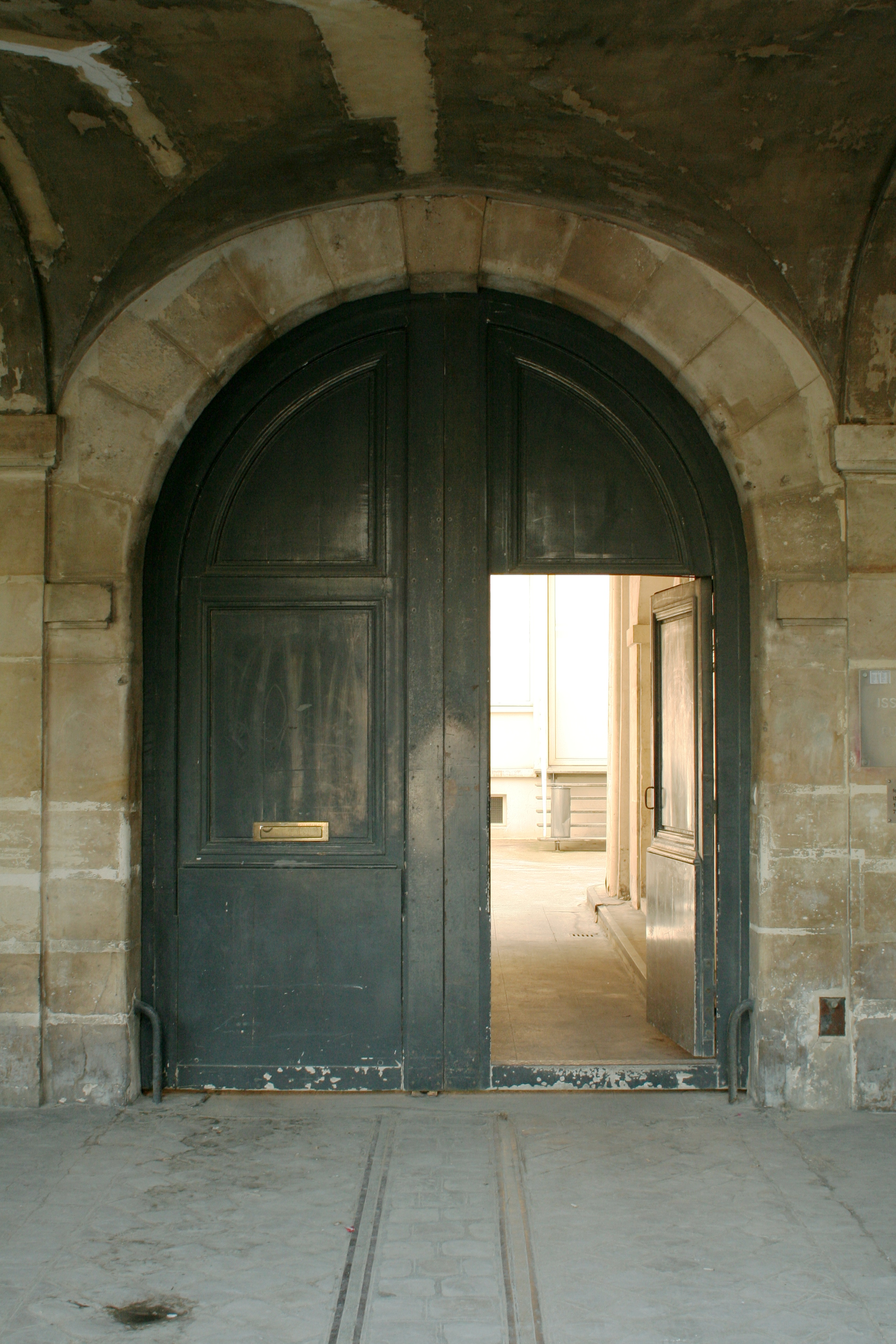
Porte cochère de l'hôtel de la Salle. Les rails dans le sol sont les témoins de l'usage industrieux de l'hôtel.

Le plafond peint est inscrit au titre des monuments historiques en 1926 ; les façades, les toitures et la galerie voûtée sont classés en 1955.